# Sondages pour l'élection présidentielle américaine de 2020
Pour un article plus général, voir Élection présidentielle américaine de 2020.
Cette page dresse la liste des sondages d'opinions à échelle nationale relatifs à l'élection présidentielle américaine de 2020.

## Donald Trump contre Joe Biden

### Graphique
Le graphique suivant illustre le classement de chaque candidat dans les agrégateurs de sondages de septembre 2019 à aujourd'hui. L'ancien vice-président Joe Biden, le candidat démocrate, a une marge de vote moyenne de 7,5 points (de %) par rapport au président sortant Donald Trump, le candidat républicain. 
| Candidats en lice          |
| Joe Biden (Démocrate)      |
| Donald Trump (Républicain) |
| Autres / indécis           |

Pour des raisons techniques, il est temporairement impossible d'afficher le graphique qui aurait dû être présenté ici.